# La Cadireta
La Cadireta és una muntanya de 743 metres que es troba al municipi de Sant Llorenç Savall, a la comarca del Vallès Occidental.